# Marcijan
Marcijan (lat. Flavius Marcianus, grč. Μαρκιανός) (?, Tracija, oko 390. – Konstantinopol, 27. siječnja 457.), bizantski car, vladao 450. – 457. godine. Naslijedio je svog zeta, bizantskog cara Teodozija II.

## Životopis
Vrlo malo se zna o Marcijanu prije no što je došao na vlast. Porijeklom je bio Ilir ili Tračanin i odlučio se poput svog oca za vojnički poziv. Marcijan je prvo služio u Filipopolisu u Traciji. Njegova jedinica se zaputila u rat protiv Perzije, no Marcijan se razbolio i ostao u Liciji, pa nije sudjelovao u ratu. 
Ubrzo je postao pobočnik (domestik) glavnog zapovjednika carske vojske Aspara. Marcijan se tako popeo u najviše vojne krugove, no nije se posebno isticao. Godine 430. pratio je Aspara u Africi, gdje su ga navodno zarobili Vandali. Kasnije je nastala priča da se Marcijan tada sreo s vandalskim kraljem Gajzerikom, koji mu je prorekao da će postati bizantski car. Nakon zarobljavanja u Africi o njemu se ništa ne zna do stupanja na prijestolje 450. godine. 
Nakon smrti cara Teodozija II. 450. godine postavilo se pitanje tko će nasljediti prijestolje. Car nije ostavio muškog nasljednika. Njegova kći Licinija Eudokija se vjenčala za zapadnorimskog cara Valentinijana III. Navodno je car na samrti odredio Marcijana za nasljednika, ali ta je priča posve sigurno nastala nakon što je Marcijan došao na tron. Na vlast ga je doveo Aspar uz pristanak careve sestre Pulherije, koja se udala za njega. Podržao ga je i senat i vojska. Sama Pulherija ga je okrunila 25. kolovoza 450., čime je htjela istaknuti da će sudjelovati u vlasti. Marcijan je zauzvrat prisegnuo da će poštovati njeno djevičanstvo i braniti vjeru. S obzirom na zakletvu vidi se da je brak bio političke prirode. Ubrzo potom car je svoju kćer jedinicu vjenčao za Antemija, koji će kasnije postati zapadnorimski car. 

## Vjerska politika
Ubrzo nakon stupanja na vlast car je sazvao četvrti ekumenski koncil u Kalcedonu. Raspravljalo se o učenju Nestorija te o monofizitskom učenju Eutiha. Oba su nauka postavila pitanje prirode Isusa Krista. Skup je osudio monofizite i istakao da Krist ima jednu prirodu - ljudsku i božansku. Želeći dobiti potvrdu pape Lava I. car je potaknuo sabor da prihvati papino gledište o ovom pitanju, koje je on iznio u svom Tomusu secundusu. Car je odlučno podupro odluke koncila i nakon pobune monofizitskih redovnika u Palestini poslao vojsku da uguši pobunu. Koncil je istaknuo rascjep između istoka i zapada, jer su papini legati bili jedini zastupnici sa zapada. Koncil je ujedno potvrdio prevlast carigradskog patrijarha na istoku.

## Ratovi
Marcijan je po stupanju na vlast promijenio politiku prema Atili i Hunima. Zadnjih godina vladavine cara Teodozija II. je spatar Hrizafije osigurao mir s Hunima isplačujući im velike novčane iznose. Novi car je 450. godine odbio plaćati danak Hunima, a Hrizafije je ubrzo potom ubijen ili pogubljen. 
Careva odluka je bila rizična, ali je pala na plodno tlo. Odluku je poduprla bizantska senatska aristokracija. Sam Atila je bio previše zauzet prilikama na zapadu. no prije nego što se ponovno mogao posvetiti istoku, iznenada je umro, a njegovo se carstvo raspalo. Car je brzo sklopio savez s narodima, koji su bili pod hunskom vlašću, a posebice s Ostrogotima ne bi li spriječio da Huni ponovno ojačaju. Nekima od tih naroda čak je dopustio da se kao carski saveznici nasele u Panoniji, Traciji i Iliriku. Takva politika je državi uštedjela velike novčane iznose, pa je Marcijan nakon smrti u riznici ostavio oko 45.000 kilograma zlata.
Za njegove je vladavine bilo malo vojnih pohoda. Nije bilo dugotrajnih, velikih ratova s Perzijancima, Hunima i drugim narodima što je omogućilo caru prikupiti znatan novac. I sam je Marcijan izbjegavao sukobe. Na ubojstvo zapadnorimskog cara Valentinijana III. i pljačku Rima 455. godine, koju su izvršili Vandali, Bizant nije reagirao. Jedino je od vandalskog kralja Gajzerika zatražio da vrati caricu Eudokiju i njene kćeri. 
Car je zbog pružene potpore dodijelio generalu Asparu titulu patricija, a njegova sina Ardabura je postavio za glavnog vojnog zapovjednika na istoku. Nije poznato da li su već tada ova dvojica utjecala na političke prilike, no ako je to bio slučaj, morali su biti jako oprezni, jer je aristokracija još gajila jako protugermansko raspoloženje.

## Financijske i pravne reforme
Careva financijska politika vođena je u korist bogate senatarske aristokracije. Car je ukinuo porez collatio globalis, koji su senatori plaćali na svoj imutak. To mu je tim lakše pošlo za rukom, jer je prestao plaćati danak Hunima. Car je dokinuo i financijske obveze, koje su sa sobom nosile stare rimske magistrature. Pretori i konzuli su morali organizirati velike javne igre, a konzuli su uz to morali dijeliti novac narodu. Reforme su to dokinule, pa magistrati nisu trebali trošiti toliko mnogo novca. Prilikom stupanja na vlast oprostio je svima, koji su dugovali državi, a pokušao je stati na kraj prodaji državnih službi. Kako su slično pokušali provesti i kasniji carevi, to je dokaz koliko je duboko korupcija prodrla u društvo. Izdao je i zakon, kojim je dopustio senatorima da se žene sirmoašnim ženama pod uvjetom da su dobra morala. 
Car Marcijan je umro 457. godine. Marcijan je osigurao financijsku i političku stabilnost carstva i branio je pravovjerje. Zbog toga su kasniji bizantski pisci carevu vladavinu opisivali kao zlatno doba. No ipak dosta toga je postigao pukom srećom. Huni i Perzijanci su bili zauzeti drugim problemima, a car se nije uplitao u probleme na zapadu. Zbog toga njegova vladavina kraj univerzalnog i jedinstvenog Rimskog Carstva.

## Vanjske poveznice
- Marcijan, Flavije Hrvatska enciklopedija {hr icon}}
- Marcijan, Flavije Proleksis enciklopedija (hrv.)

| Prethodnik:   | Bizantski carevi | Nasljednik: |
| Teodozije II. | Bizantski carevi | Leon I.     |